# New Baden
New Baden is een plaats (village) in de Amerikaanse staat Illinois, en valt bestuurlijk gezien onder Clinton County en St. Clair County.

## Demografie
Bij de volkstelling in 2000 werd het aantal inwoners vastgesteld op 3001. In 2006 is het aantal inwoners door het United States Census Bureau geschat op 3132, een stijging van 131 (4,4%).

## Geografie
Volgens het United States Census Bureau beslaat de plaats een oppervlakte van 3,5 km², geheel bestaande uit land.

## Plaatsen in de nabije omgeving
De onderstaande figuur toont nabijgelegen plaatsen in een straal van 12 km rond New Baden.